# Státní hranice Slovenska

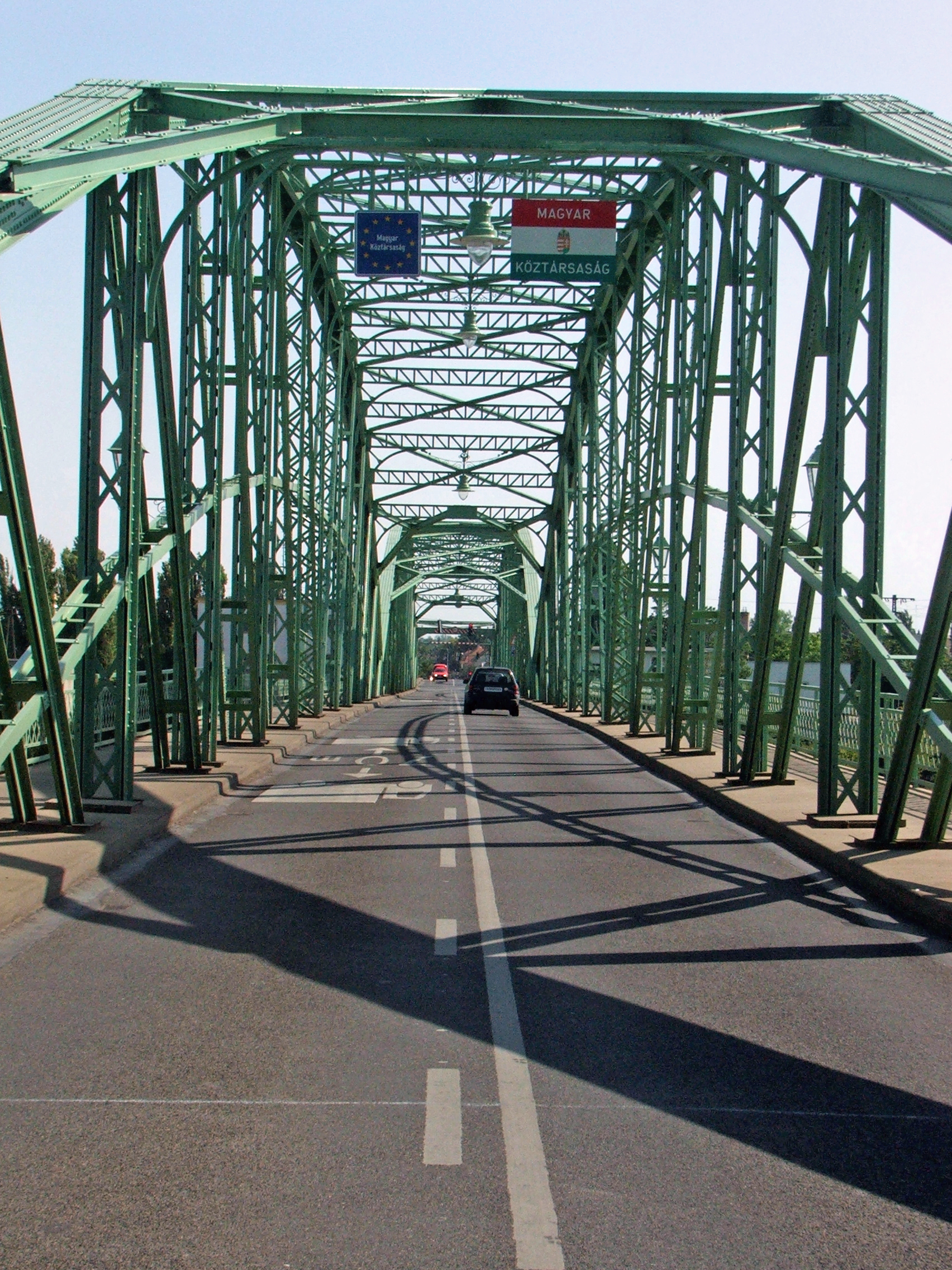
Alžbětin most v Komárnu, který slouží ke spojení slovenského Komárna s maďarským Komáromem.

Státní hranice Slovenska se v minulosti různě měnily. Až do konce první světové války současná jižní a východní hranice Slovenska neexistovala vůbec. Mírová smlouva ze Saint-Germain-en–Laye, podepsaná 10. září 1919 stanovila, kromě jiného, hranici Slovenska s Dolními Rakousy na řece Moravě, zatímco do té doby byl podél této řeky průběh hranice poněkud odlišný. Dlužno dodat, že ani tato nově stanovená hranice nebyla totožná se současným úsekem slovensko-rakouské státní hranice na této řece. Teprve Trianonskou smlouvou ze 4. června 1920 byl pevně stanoven moderní průběh téměř celé jižní hranice s Maďarskem. Hranice s dnešní Českou republikou v podstatě existovala už od středověku, jakož i hranice s dnešním Polskem, nicméně roku 1920 byly provedeny úpravy hranice s Polskem a roku 1997 byla upravena hranice s Českou republikou. Moderní státní hranice s Ukrajinou byla definitivně stanovena až po druhé světové válce, když Československo odstoupilo Podkarpatskou Rus tehdejšímu Sovětskému Svazu. V důsledku první vídeňské arbitráže připadla rozsáhlá území jižního Slovenska Maďarsku. Po maďarsko-slovenské válce z přelomu března a dubna 1939 připadl Maďarsku i východ Slovenska. Po druhé světové válce Maďarsko všechna území, která získala od Slovenska v letech 1938 a 1939, obnovenému Československu opět vrátilo a nadto muselo k 15. říjnu 1947, na základě mírové smlouvy s Maďarskem, Československu odstoupit své tehdejší obce Dunacsún, Horváthjárfalu a Oroszvár, které v současnosti tvoří tři městské části moderní Bratislavy. Smlouva mezi Československou socialistickou republikou a Rakouskou republikou o společných státních hranicích, ze dne 21. prosince 1973 (nabyla účinnosti 24. června 1975) , stanovila moderní státní hranici Slovenska a Rakouska na řece Moravě, která zde od té doby prochází středem této řeky. Roku 1997 došlo ke změně státní hranice Slovenska s Českou republikou, která se dotkla především osad Sidonie, U Sabotů, okolí Baťova kanálu, Sudoměřického potoka, a dále starých meandrů řeky Moravy. Slovensko hraničí s:
- Rakouskem (106,7 km)
- Českem (251,8 km)
- Polskem (541,1 km)
- Ukrajinou (97,8 km)
- Maďarskem (654,8 km)

Část jižní hranice s Maďarskem tvoří Dunaj, který se ale později stáčí k jihu. Hranice se táhne po pevnině až k Ukrajině. Na západě tvoří hranici štít Bílých Karpat u Česka a na severu pak štít Vysokých Tater u Polska. Právě hranice s Polskem byla v roce 2008 při povodních posunuta o několik desítek metrů kvůli povodním. Řeka Biela voda, kterou prochází hranice, se rozlila a posléze změnila koryto řeky. Strhla s sebou i hraniční kameny.